# Кнурув
Кну́рув (пол. Knurów [ˈknuruf], сил. Knurůw, сил.-нем. Knausdrof) — город в Польше, входит в Силезское воеводство, Гливицкий повят. Имеет статус городской гмины. Занимает площадь 33,95 км². Население — 40 023 человека (на 2006 год).

## Фотографии

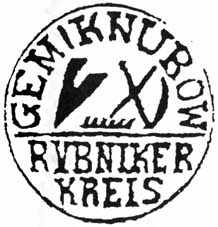
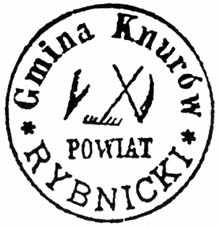
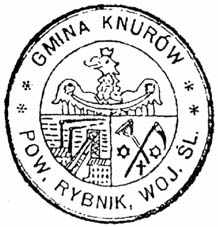